# أندريس روسي
أندريس روسي (بالإسبانية: Andrés Rossi)‏ هو نحات ورسام وكاتب إسباني، ولد في 1771 في مدريد في إسبانيا، وتوفي في 1849 في إشبيلية في إسبانيا.